# Zariceanî, raionul Jîtomîr, regiunea Jîtomîr
Zariceanî (în ucraineană Зарічанська сільська рада) este o comună în raionul Jîtomîr, regiunea Jîtomîr, Ucraina, formată numai din satul de reședință.

## Demografie
Componența lingvistică a comunei Zariceanî
     Ucraineană (92,82%)
     Rusă (7,08%)
     Alte limbi (0,05%)
Conform recensământului din 2001, majoritatea populației comunei Zariceanî era vorbitoare de ucraineană (92,82%), existând în minoritate și vorbitori de rusă (7,08%).